# Dufouria canescens
Dufouria canescens là một loài ruồi trong họ Tachinidae.